# Гальфесбостель
Гальфесбостель (нім. Halvesbostel) — громада в Німеччині, розташована в землі Нижня Саксонія. Входить до складу району Гарбург. Складова частина об'єднання громад Голленштедт.
Площа — 18,14 км2. Населення становить 745 ос. (станом на 31 грудня 2021).